# Rodzina planetoidy Hygiea
Rodzina planetoidy Hygiea – jedna z rodzin planetoid z pasa głównego, w skład której wchodzą obiekty charakteryzujące się podobnymi parametrami orbit i podobną budową co (10) Hygiea. Większość z nich należy do planetoid typu C.
Wszystkie one krążą po trajektoriach zawierających się w przedziale od 3,06 do 3,24 j.a. od Słońca, ich nachylenie względem ekliptyki mieści się w przedziale od 3,5º do 6,8º, a mimośrody od 0,09 do 0,19.
Obecnie znanych jest ok. 105 przedstawicielek tej rodziny. Szacuje się, że ok. 1% masy populacji wszystkich planetoid z pasa głównego wchodzi w skład tej rodziny.
Nazwa tej rodziny pochodzi od największego obiektu tej grupy, planetoidy (10) Hygiea.